# 泰塞弗鲁莱
泰塞弗鲁莱（法語：Tessé-Froulay，法語發音：[tɛse fʁulɛ] ⓘ）是法国奥恩省的一个市镇，属于阿朗松区。

## 地理
泰塞弗鲁莱（48°31'37"N, 0°25'52"W）面积5.24 平方千米，位于法国诺曼底大区奧恩省，该省份为法国西北部内陆省份，北起顺时针与卡爾瓦多斯省、厄尔省、厄尔-卢瓦省、萨尔特省、马耶讷省和芒什省接壤。
与泰塞弗鲁莱接壤的市镇（或旧市镇、城区）包括：里沃当代讷、奥恩诺曼底地区巴尼奥勒。

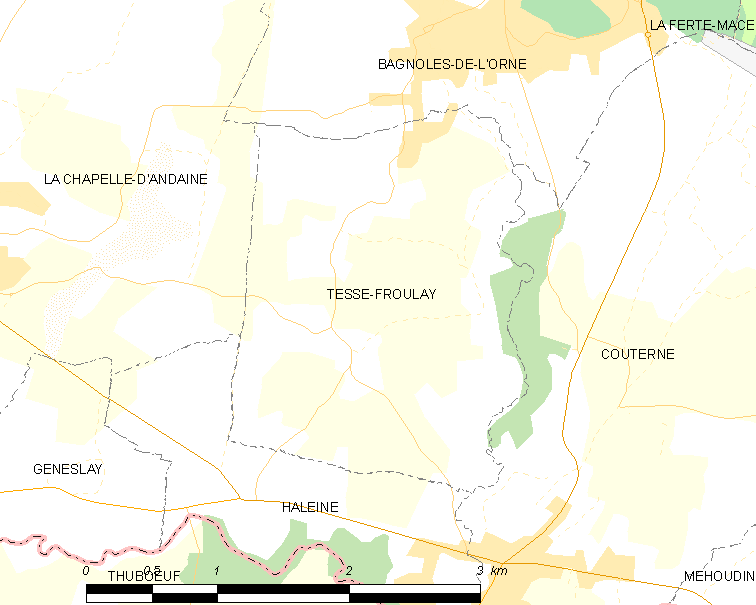
泰塞弗鲁莱的OSM定位图

泰塞弗鲁莱的时区为UTC+01:00、UTC+02:00（夏令时）。

## 行政
泰塞弗鲁莱的邮政编码为61410，INSEE市镇编码为61482。

## 政治
泰塞弗鲁莱所属的省级选区为奥恩诺曼底地区巴尼奥勒县。

## 人口

1962-2008年间泰塞弗鲁莱人口变化图示

泰塞弗鲁莱于2022年1月1日时的人口数量为377人。